# گلیویتسه آرنا
گلیویتسه آرنا یک سالن ورزشی سرپوشیده چند منظوره در گلیویتسه، لهستان است. این سالن دارای ۱۳٫۷۵۲ صندلی بوده و یکی از بزرگترین سالن‌های تفریحی و ورزشی در کشور لهستان محسوب می‌شود.
در ابتدا نام این مجموعه سالن پودیوم بود که بعداً به ورزشگاه گلیویتسه تغییر یافت. از زمان افتتاح در مه ۲۰۱۸، نام گلیویس آرنا برای این ورزشگاه در مسابقات جهانی استفاده می‌شود.

## ساخت و ساز
ساخت این سالن در سال ۲۰۱۳ در پی تخریب ورزشگاه قبلی آغاز شد. در ابتدا، شهرداری گلیویتسه بر روی حمایت مالی اتحادیه اروپا حساب می‌کرد، اما پس رد درخواست توسط اتحادیه، تصمیم بر این شد که هزینه ساخت و ساز از بودجه شهر تأمین شود. هزینه ساخت ۳۲۱ میلیون زلوتی لهستان بود و ساخت و ساز قرار بود در اواسط سال ۲۰۱۵ تکمیل شود. اما بنا به دلایلی ساخت این ورزشگاه تا سال ۲۰۱۸ طول کشید که باعث افزایش هزینه ساخت آن شد و تحقیقات نشان می‌دهد شهرداری گلیویتسه مبلغ ۴۲۰ میلیون زلوتی لهستان را برای ساخت این مجموعه اختصاص داده‌است.
گلیویتسه آرنا دارای یک پارکینگ دو طبقه است که سطح بالایی آن را می‌توان برای سازماندهی رویدادها و نمایشگاه‌های فضای باز تطبیق داد. پارکینگ دارای ۸۰۰ فضای پارک می‌باشد. در این ورزشگاه مرتغع‌ترین دیوار سنگ نوردی در اروپا نیز تعبیه شده‌است.

## رویدادها
این ورزشگاه میزبان مسابقات قهرمانی جهان والیبال مردان ۲۰۲۲ و مرحله حذفی جام قهرمانی جهان والیبال زنان در سال ۲۰۲۲ خواهد بود.